# Tom Cato Visnes

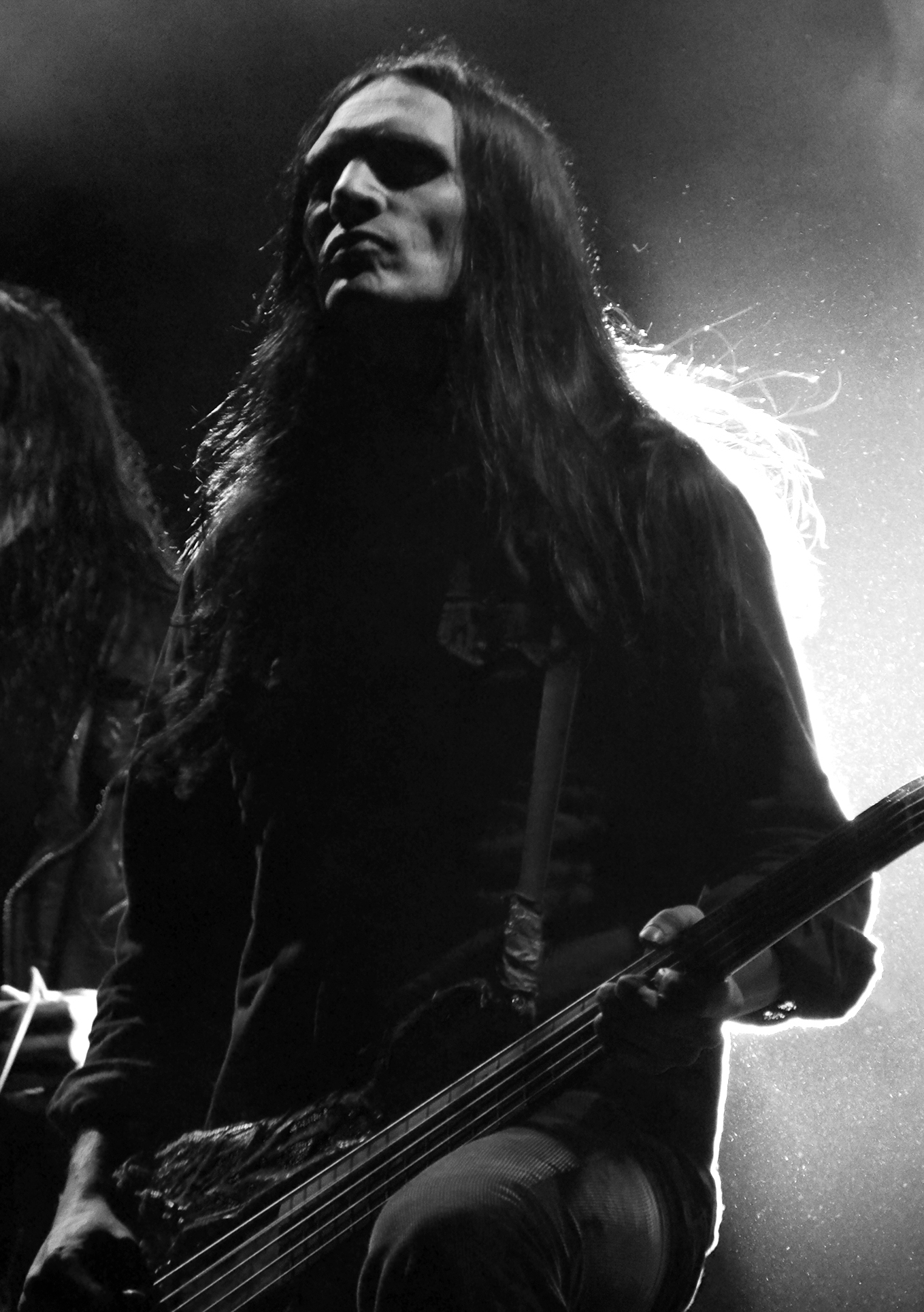
Visnes live mit God Seed, 2015

Tom Cato Visnes (* 7. November 1974), auch bekannt unter den Pseudonymen King ov Hell, King oder T.C. King, ist ein norwegischer Bassist. Er ist Mitglied der Bands Sahg, I, God Seed und Ov Hell und spielte zuvor bei Gorgoroth, Audrey Horne und Jotunspor. Bis 2008 arbeitete er zudem als Lehrer.

## Leben

### Gorgoroth und God Seed
Visnes schloss sich im Jahre 1999 der Black-Metal-Band Gorgoroth an und veröffentlichte drei Alben mit der Band. Für das im Jahre 2006 erschienene Album Ad majorem Sathanas gloriam schrieb er die komplette Musik. Das Album wurde für den Spellemannprisen in der Kategorie Metal nominiert. Nach der Veröffentlichung des Albums verließ Visnes die Band, da er einige Probleme mit der Ideologie von Gorgoroth hatte. Kurze Zeit danach kehrte er wieder zurück. Im Herbst 2007 versuchte er dann, zusammen mit Sänger Gaahl (bürgerlich: Kristian Eivind Espedal), den Gorgoroth-Gitarristen und -Gründer Infernus (bürgerlich: Roger Tiegs) rauszuwerfen; es kam zu einem Rechtsstreit um die Namensrechte der Band. Im Jahre 2009 entschied ein norwegisches Gericht gegen King und Gaahl zu Infernus’ Gunsten.
Visnes und Gaahl gründeten daraufhin die Band God Seed. Ein geplantes Studioalbum veröffentlichte Visnes zusammen mit dem Dimmu-Borgir-Sänger Shagrath (bürgerlich: Stian Tomt Thoresen) unter dem Titel The Underworld Regime, nachdem sich Gaahl im Jahre 2009 aus der Metal-Szene zurückgezogen hatte. 2011 wurde ein God-Seed-Live-Album mit Aufnahmen aus der Zeit, in der Visnes und Gaahl Gorgoroth ohne Infernus weitergeführt hatten, angekündigt.

### Weitere Projekte
Im Herbst 2002 gründete Visnes mit dem Enslaved-Gitarristen Arve Isdal und Thomas Tofthagen, mit dem Visnes damals eine Wohnung teilte, die Band Audrey Horne. Das im Jahre 2005 erschienene Debütalbum No Hay Banda wurde mit dem Spellemannprisen ausgezeichnet. Visnes verließ die Band jedoch im Jahre 2007. Ebenfalls im Jahre 2006 erschien das erste Album der Hard-Rock-Band Sahg, die Visnes im Jahre 2004 mit dem Manngard-Sänger Olav Iversen und dem Gitarristen Thomas Tofthagen gründete. Sahg veröffentlichten bislang drei Studioalben.
Im Jahre 2006 veröffentlichte Visnes zusammen mit dem ehemaligen Gorgoroth-Schlagzeuger Kvitrafn unter dem Namen Jotunspor das Album Gleipnirs smeder. Auf diesem Album ist Visnes auch als Gitarrist und Sänger zu hören. Im gleichen Jahr erschien das Album Between Two Worlds der Band I, der unter anderem auch der Immortal-Sänger Abbath (bürgerlich Olve Eikemo) und Enslaved-Gitarrist Arve Isdal angehören.
Darüber hinaus gehört Visnes der Band Temple of the Black Moon an. Unter diesem Namen arbeitet er seit 2005 mit dem Anthrax-Gitarristen Rob Caggiano zusammen. Weitere Mitglieder der Band sind Dani Filth (Cradle of Filth), Arve Isdal und John Tempesta (The Cult).

## Ideologie und Verhältnis zur Metal-Szene

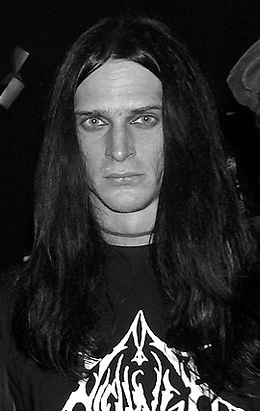
Tom Cato Visnes (2007)

Laut Gaahl sind er und King mit Martin Eric Ain und Thomas Gabriel Fischer von der einflussreichen extremen Metal-Band Celtic Frost befreundet. Außerdem gehören Shagrath, Dani Filth und Rob Caggiano von Anthrax zu Kings Umfeld.
Seit er Mitglied von Gorgoroth und in der Black-Metal-Szene bekannter wurde, hat er auch zahlreiche Gegner. Gorgoroth-Gitarrist Tormentor verließ die Band 2002, weil er nicht mehr länger mit King zusammenarbeiten konnte. Sänger Pest äußerte 2010 in einem Studiobericht des Sheol Magazine, dass er seit seinem Ausstieg 1997 manchmal darüber nachdachte, wie es wäre, wieder bei Gorgoroth zu sein, stellte aber klar, dass er vermutlich nicht mit King hätte arbeiten wollen. Fenriz von Darkthrone hat mehrfach seine Verachtung gegenüber King ausgedrückt, ihn als einen der „Überposer“, die „ständig versuchen, den WAHREN Metal zu zerstören“ bezeichnet, und geäußert, dass er Darkthrone nicht mehr als Black Metal ansehen würde, „wenn das, was King ov Hell macht, etwas ist, das irgendwer Black Metal nennen würde. Sagen wir einfach, dass wir das Boot losgeworden sind, bevor all das tote Fleisch es versenkte. Mal wieder. Wir spielen jetzt unseren Heavy-Metal-Speed-Punk.“ Außerdem warf Fenriz ihm vor, sich für Monate krankschreiben zu lassen, während er Musik aufnehme und auf Tournee gehe, und sich damit sowohl bei Fenriz’ als auch Norwegens Geld zu bedienen. Darkthrones 2010 veröffentlichtes Album Circle the Wagons bekam die Nummerierung „Anti-King Ov Hell 001“. Nachdem Bill Zebub King für Black Metal: A Documentary befragt hatte, nahm er Stellung dazu:

“[T]here were some characters who bore façades, like King from Gorgoroth. Again, my intention was to be a silent observer, as a documentary film maker, and my hope was that people would be able to detect the character flaws. I regret that now, ha ha - it would have been interesting to see how tough that guy was after getting bitch-slapped. After the interview was done, King made all kinds of silly demands, but they were out of fear that footage of him smiling would be used. King claimed to be part of the black metal scene and to be friends with some of the old schoolers, but when I talked to the old schoolers they did not have nice things to say about King, and he most quite often referred as a ‘newcomer.’ Just smells like ‘poser’ to me. You really have to give me credit for biting my tongue in that one.”

„Da waren einige Figuren, die Fassaden trugen, wie King von Gorgoroth. Nochmal, meine Intention war, ein stiller Beobachter zu sein, als Macher eines Dokumentarfilms, und meine Hoffnung war, dass Leute in der Lage sein würden, die Charakterfehler zu entdecken. Das bereue ich jetzt, ha ha – es wäre interessant gewesen, zu sehen, wie hart dieser Typ nach einer kräftigen Ohrfeige ist. Nachdem das Interview fertig war, stellte King alle möglichen albernen Forderungen, aber das war aus Angst, dass Aufnahmen von ihm beim Lächeln genutzt werden könnten. King behauptete, ein Teil der Black-Metal-Szene und mit einigen der alten Schule befreundet zu sein, aber als ich mit denen von der alten Schule sprach, hatten sie keine netten Dinge über King zu sagen, und er wird meist als ‚Neuling‘ bezeichnet. Riecht für mich nach einem Poser. Man muss mir wirklich dafür Anerkennung zollen, mir hier in die Zunge gebissen zu haben.“

Kings Behauptung, ein Satanist zu sein, wurde von David „Blackmoon“ Parland (ex-Necrophobic, ex-Dark Funeral) bestritten, der Gorgoroth-Gründer Infernus im Streit um die Namensrechte unterstützte; er kenne Gaahl und King nicht, aber es sei offensichtlich, dass an ihnen nichts satanisch sei. In einem Interview bezüglich seiner neuen Band Ov Hell mit der norwegischen Zeitung Bergensavisen im Februar 2010, äußerte King selbst, kein Satanist zu sein, trotz entsprechender Behauptungen sowohl zuvor als auch danach; stattdessen nehme die Band „ernst, was in der Natur und dem menschlichen Gemüt dunkel ist“, und „die Musik, die Bilder, die Texte – all das ist Teil eines künstlerischen Ausdrucks. Viele finden es provokant und erschreckend, ja, aber für uns sind es nur Parabeln.“ Die Kirche sei satanistischer als Ov Hell, da Satan für sie und nicht für die Band wichtig sei.
Bei einem Sahg-Konzert in der Garage in Bergen im September 2010 warf ein Zuschauer Eier nach King, was Fenriz einige Monate später erfreut als den „Spinal-Tap-Moment des Jahres“ bezeichnete. Fenriz zog den Schluss: „King ov Hell IST offenbar Spinal Tap“.

## Diskografie
| mit Gorgoroth - 2000: Incipit Satan - 2003: Twilight of the Idols - 2006: Ad majorem Sathanas gloriam mit Audrey Horne - 2005: No Hay Banda mit Jotunspor - 2006: Gleipnirs smeder mit I - 2006: Between Two Worlds | mit Sahg - 2006: I - 2008: II - 2010: III mit Ov Hell - 2010: The Underworld Regime mit Abbath - 2016: Abbath |